# Substytut mięsa

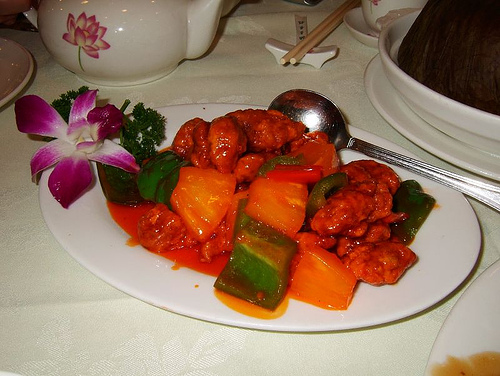
Hongkońskie tofu wywodzące się z kuchni buddyjskiej

Substytuty mięsa – produkty, które przypominają mięso smakiem, wyglądem, kształtem oraz chemicznymi właściwościami (można je smażyć, zapiekać itd.)
Poprzez ten termin rozumie się produkty spożywcze niezawierające mięsa, czasem także innych składników pochodzenia zwierzęcego, np. nabiału. Tego typu produkty są skierowane do wegetarian, wegan, niewegetarian chcących zredukować ilość mięsa w diecie z powodów zdrowotnych, etycznych bądź ekonomicznych oraz osób, które przestrzegają rygorystycznych zaleceń religijnych, takich jak na przykład koszerność czy halal. Kuchnia buddyjska jest najstarszą, w której poświadczono użycie substytutów mięsa.

## Konieczność zastępowania mięsa w dietach wegetariańskich
Przeczytaj ostrzeżenie dotyczące informacji medycznych i pokrewnych zamieszczonych w Wikipedii.

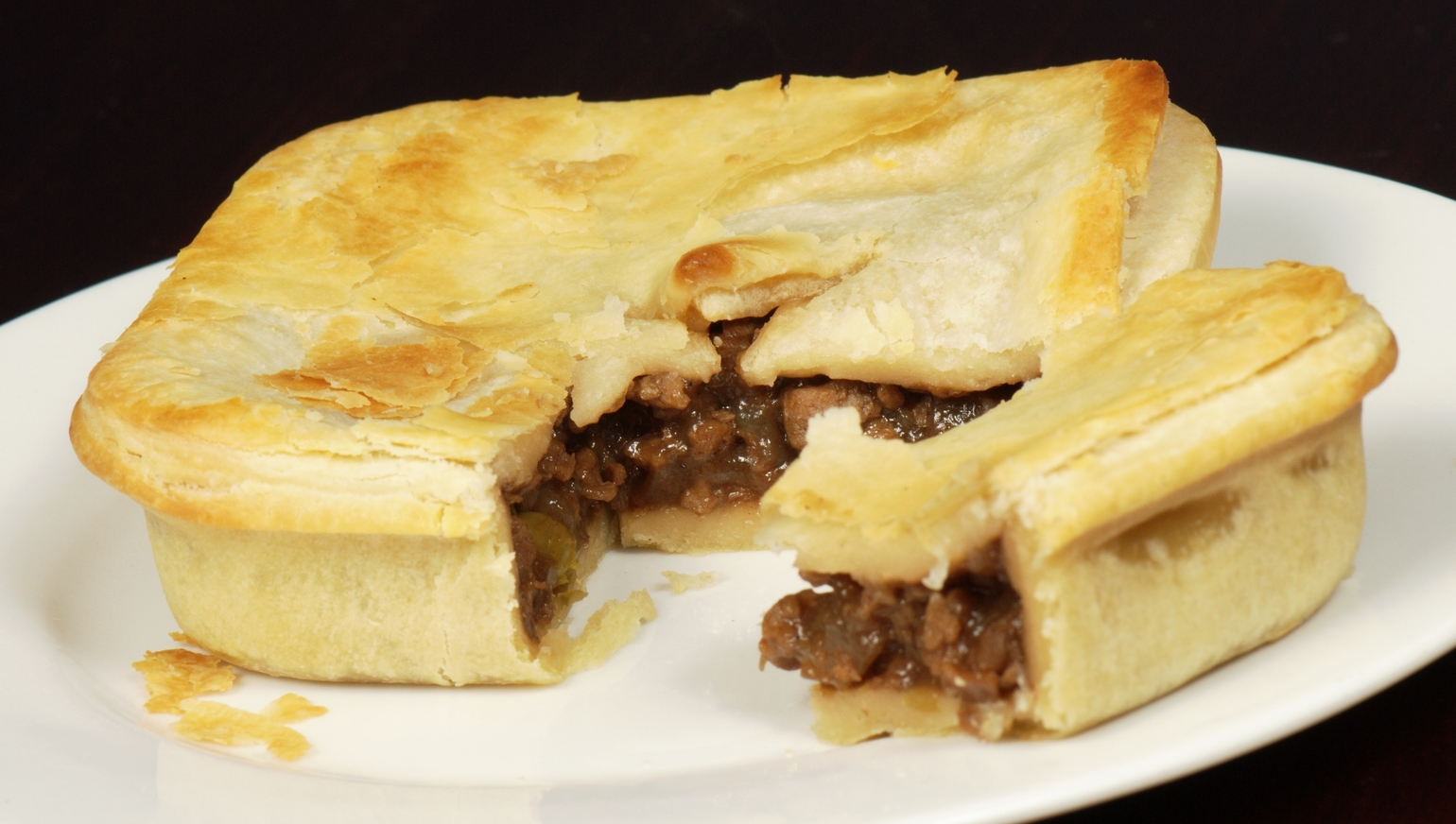
Wegański pasztecik zawierający białko sojowe i grzyby, pochodzący z australijskiej piekarni

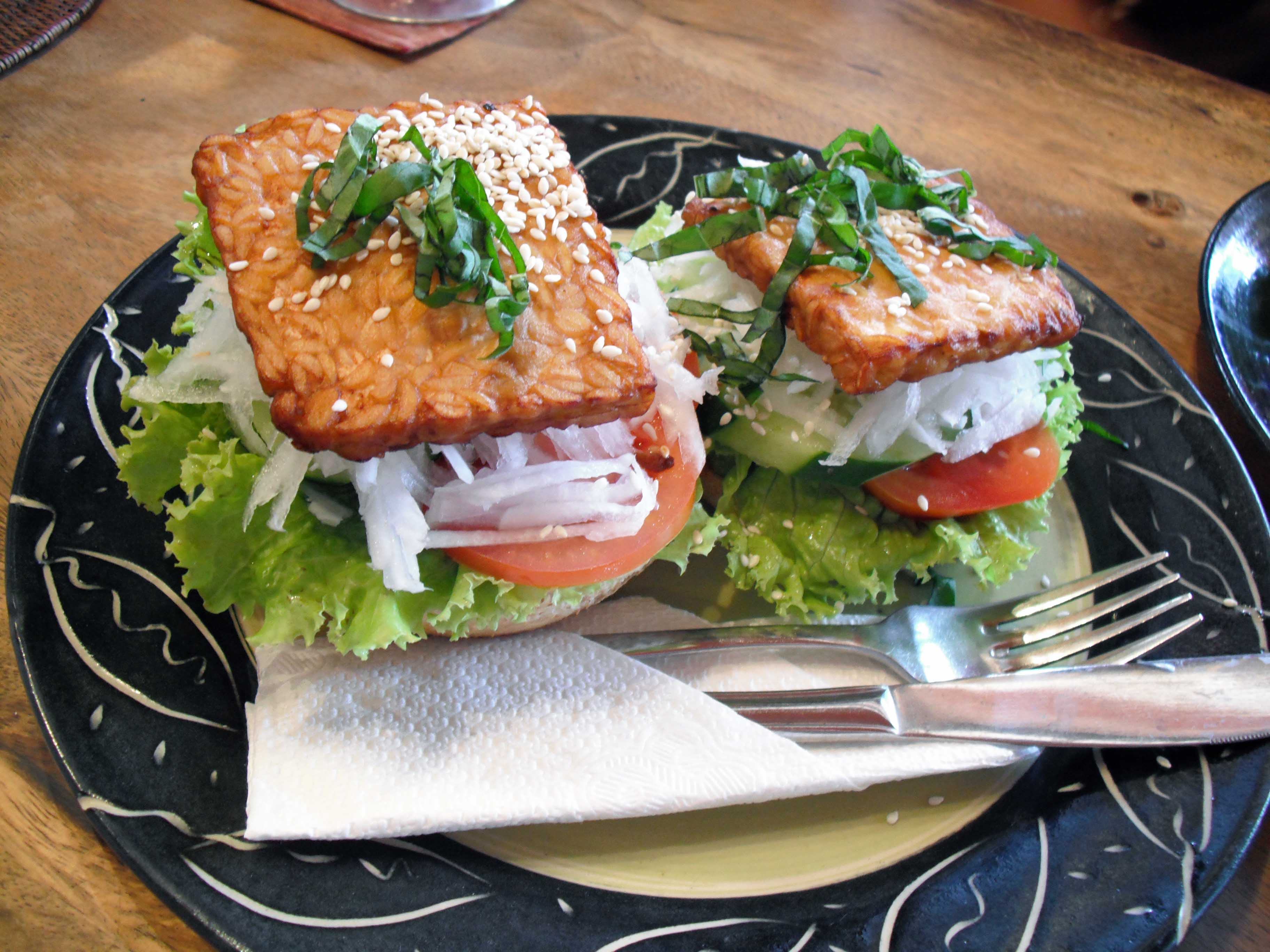
Tempeh burger

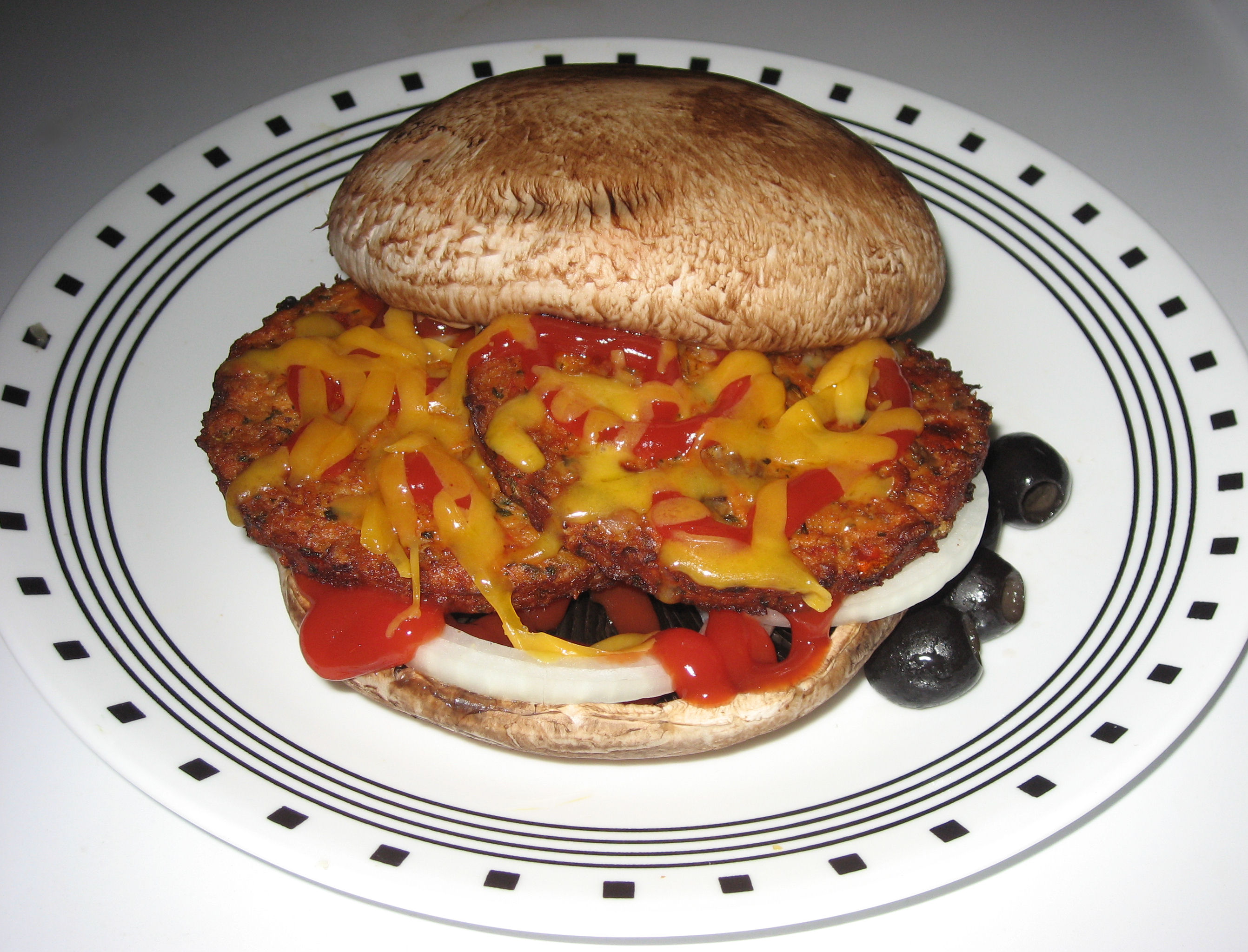
Wegetariański burger przyprawiony cebulą, keczupem i serem cheddar

Wszystkie wspomniane produkty służą do zastąpienia mięsa bardziej w kontekście urozmaicenia zawartości talerza niż uzupełniania składników spożywczych.
Szczególnie rozpowszechniony jest mit o niedoborze białka. Białko roślinne pozwala zaspokoić zapotrzebowanie na proteiny, wegetarianie i weganie często wręcz przekraczają zalecane wartości. Jedynym składnikiem odżywczym, którego nie zapewnia dieta wegańska (tj. wykluczająca również nabiał), jest witamina B12, występująca wyłącznie w produktach pochodzenia zwierzęcego, co wymusza konieczność suplementacji tej witaminy przez wegan. Niedobór kobalaminy (wit. B12) prowadzi do poważnych komplikacji zdrowotnych.

## Substytuty mięsa i nabiału

### Zamienniki mięsa
Przepisy na niektóre substytuty mięsa mają tradycję trwającą setki lat, jak na przykład:
- seitan – utożsamiany z glutenem, produkt otrzymywany z mąki pszennej wyrabianej z wodą, w konsystencji bardzo przypominający mięso, dający się gotować, piec i smażyć,
- grzyby,
- ryż,
- rośliny strączkowe,
- yuba – sojowy substytut mięsa, który powstaje w formie kożucha na wierzchu gotującego się mleka sojowego,
- „mięso” Robi – produktu stworzony przez Czechów, składający się z dobrze przyswajalnego białka, nie zawiera tłuszczów, cholesterolu i konserwantów, reklamowany jako produkt wegetariański i dietetyczny. Sprzedawany w postaci gotowych do podgrzania produktów (np. kotletów, pulpetów), sałatek, półproduktów do dalszej obróbki (na grilla itd.)[3],
- tempeh – produkt otrzymywany w wyniku fermentacji ziaren soi,
- tofu,
- quorn.

Do dwóch ostatnich dodaje się czasem podczas produkcji aromaty kurczaka, wołowiny, baraniny, szynki, owoców morza itd. Produkuje się również teksturowane białko roślinne, które jest otrzymywane z soi, ale może być też oparte na mykoproteinie (produkt Quorn – niedostępny w Polsce) lub zmodyfikowanej odtłuszczonej mące z orzeszków ziemnych. Tak przygotowane białko sojowe można kupić w postaci granulatu, kostki lub kotletów a'la schabowe.

### Zamienniki nabiału
Substytuty produktów mlecznych mogą być produkowane z przetworzonego ryżu, soi (tofu, mleko sojowe, proteina sojowa), migdałów, nerkowców, glutenu, drożdży piekarniczych lub kombinacji powyższych. Te produkty również bywają wzbogacane aromatami, by smakowały jak mleko, sery, jogurty, majonez, lody, śmietana czy masło. Wiele substytutów nabiału zawiera kazeinę, która jest otrzymywana z białka mleka, w związku z czym nie są wegańskie.
Substytutami jaj mogą być tofu, tapioka, śluz otrzymany z siemienia lnianego, mąka ziemniaczana oraz inne produkty, które dobrze sklejają składniki pożywienia poddawanego obróbce termicznej.

## Aspekty zdrowotne
Kompleksowe badanie opublikowane w czasopiśmie Proceedings of the National Academy of Sciences w 2024 r. pokazuje, że przetworzone substytuty roślinne, takie jak wegetariańskie burgery, poprawiają odżywianie w porównaniu z produktami pochodzenia zwierzęcego, ale w mniejszym stopniu niż nieprzetworzona żywność pochodzenia roślinnego; pod względem zdrowotnym oferują znaczące korzyści w porównaniu z mięsem, ale nie są tak pożywne i zrównoważone jak nieprzetworzone alternatywy.

## Mięso wytworzone w laboratorium
Obecnie prowadzi się badania nad technologią produkcji mięsa w laboratorium. PETA zaoferowała nagrodę w wysokości miliona dolarów dla firmy, która wprowadzi sztuczne mięso na rynek do 30 czerwca 2012. Konkurs przedłużony został do 1 stycznia 2013 roku. W 2017 roku wyprodukowano pierwsze mięso kurze poprzez hodowanie komórek macierzystych.